# Antoni Gronowicz (inżynier)
Antoni Józef Gronowicz (ur. 1948) – polski inżynier mechanik. Absolwent Politechniki Wrocławskiej. Od 2003 r. profesor na Wydziale Mechanicznym Politechniki Wrocławskiej.